# پیو بایستروس
پیو بایستروس (اسپانیایی: Pío Ballesteros‎؛ ‏ ۱ آوریل ۱۹۱۹ – ۱۹۹۵) کارگردان فیلم، فیلم‌نامه‌نویس و تهیه‌کننده فیلم اهل اسپانیا بود.
از فیلم‌های او می‌توان به دست مردی مرده، عملیات سفید و خون‌آشام‌های ۱۹۳۰،  اشاره کرد.